# Māra Zālīte
Māra Zālīte (ur. 18 lutego 1952 w Krasnojarsku) – łotewska pisarka i poetka.
Māra Zālīte urodziła się w 1952 roku w Krasnojarsku, do którego zostali zesłani jej rodzice. W 1956 roku rodzina wróciła na Łotwę. W 1975 roku Māra Zālīte ukończyła studia na Wydziale Filologicznym Uniwersytetu Łotwy. W latach 1977–1990 pracowała jako konsultant ds. poezji w czasopiśmie Liesma. W 1989 roku została redaktor naczelną magazynu literackiego Karogs. Pracowała na tym stanowisku do roku 2000, kiedy została prezesem Łotewskiego Stowarzyszenia Autorów (Latvijas Autoru apvienības).
Pisze opowiadania, tomiki poezji, sztuki teatralne oraz libretta. W 1993 roku została uhonorowana Nagrodą im. Herdera, a w 1995 roku  Orderem Trzech Gwiazd

## Wybrane publikacje

### Poezja
- Vakar zaļajā zālē, 1977
- Rīt varbūt, 1979
- Nav vārdam vietas, 1985
- Debesis, debesis, 1988
- Apkārtne, 1997
- Dzeja, 2003
- Dziesmu rakstā, 2015

### Sztuki teatralne
- Pilna Māras istabiņa 1983
- Tiesa, 1985
- Dzīvais ūdens 1988
- Eža kažociņš, 1993
- Margarēta, 2001
- Tobāgo!, 2001
- Zemes nodoklis, 2003
- Še Tev žūpu Bērtulis, 2004
- Pērs Gints nav mājās, 2007
- Lācis, 2009
- Priekules Ikars, 2009

### Utwory dla dzieci
- Deviņpuiku spēks, 1985
- Mamma un tētis kūrortā, 2016
- Tango un Tūtiņa ciemos, 2017